# Villeret (Aisne)
Villeret egy település Franciaországban, Aisne megyében. Lakosainak száma 268 fő (2022. január 1.). Villeret Hargicourt, Jeancourt, Pontru, Le Verguier, Hesbécourt és Bellicourt községekkel határos.

## Népesség
A település népessége az elmúlt években az alábbi módon változott:
| Lakosok száma | 390  | 291  | 293  | 313  | 310  | 305  | 300  | 289  | 282  | 268  |
|               | 1968 | 1982 | 1990 | 2006 | 2013 | 2015 | 2017 | 2019 | 2020 | 2022 |